# Roqueredonde
Roqueredonde település Franciaországban, Hérault megyében. Lakosainak száma 211 fő (2022. január 1.). Roqueredonde Le Clapier, Fondamente, Ceilhes-et-Rocozels, Joncels, Lauroux, Les Plans és Romiguières községekkel határos.

## Népesség
A település népessége az elmúlt években az alábbi módon változott:
| Lakosok száma | 202  | 196  | 169  | 163  | 234  | 212  | 209  | 210  | 210  | 211  |
|               | 1968 | 1982 | 1990 | 2006 | 2013 | 2015 | 2017 | 2019 | 2020 | 2022 |